# Bitwa pod Toski
Bitwa pod Toski – starcie zbrojne, które miało miejsce 3 sierpnia 1889 pomiędzy wojskami brytyjsko-egipskimi a powstańcami Mahdiego.

## Tło
Od chwili zajęcia Egiptu w 1882 roku Brytyjczycy byli zaangażowani w wojnę w Sudanie. Z tego powodu armia brytyjska postanowiła zreformować egipskie wojsko. Brytyjski generał Francis Grenfell został mianowany naczelnym dowódcą sił zbrojnych Egiptu, a brytyjscy oficerowie rozpoczęli szkolenia egipskich żołnierzy.

## Bitwa
W 1889 roku Abdallahi ibn Muhammad wysłał do Egiptu emira Wad el Nujumaniego, który miał rozszerzyć wiarę mahdystów na sąsiedni Egipt. Nujumi dowodzący ponad 6 000 korpusem wojsk unikał miasta Wadi Halfa, w którym znajdował się garnizon wojsk egipskich. Z tego powodu zdecydował się zbudować swój obóz nad rzeką Nil, w okolicach miejscowości Toski, 76 kilometrów od egipskiej granicy. 3 sierpnia 1889 roku wojska egipskie zaatakowały kompletnie zaskoczonych mahdystów, którzy po pięciu godzinach walki poddali się. W walkach zginął emir Nujumi oraz 1 200 mahdystów, 4 000 powstańców dostało się do niewoli. Straty egipsko-brytyjskie oceniane są na 25 zabitych i 140 rannych.
Jedynym brytyjskim oddziałem walczącym w bitwie był 20. szwadron huzarów. Zwycięstwo egipsko-brytyjskie zakończyło ostatecznie próbę przedostania się mahdystów do Egiptu.